# إبراهيم أحمد الشنطي
إبراهيم أحمد يوسف الشنطي ولد في قلقيلية، فلسطين، عام 1927 وتوفي في عمان، المملكة الأردنية الهاشمية، 2018، وهو عضو اتحاد الكتاب والأدباء الأردنيين كما عمل في «أرامكو السعودية»   خمسا وثلاثين سنة متواصلة، قضى عشرا منها في التدريس وخاصة في تعليم اللغة العربية لغير الناطقين بها. وخمسا وعشرين سنة محررا لمجلة «القافلة الأسبوعية»، ومجلة «القافلة».   كتب العديد من المقالات، وكذلك عقد عددا من الندوات واللقاءات، في السعودية والأردن ومصر والمغرب، حول تعريب التدريس  في الكليات العلمية في العالم العربي، كتب وترجم عشرات المقالات والإستطلاعات حول صناعة البترول والطاقة [بحاجة لمصدر]

## كتب للمؤلف

### الأسرة
- 2005: أحاديث تربوية: في تنشئة الأطفال ورعاية الأسرة

### قصص مترجمة
- 2000: مختارات من روائع القصص العالمي 1، النافذة المفتوحة وقصص أخرى
- 2002: مختارات من روائع القصص العالمي 2[7]، عشرون قصة قصيرة لسبعة عشر كاتبا عالميا
- 2013: مختارات من روائع القصص العالمي 3[8]، سبع عشرة قصة قصيرة لمجموعة من كتاب القصة العالميين، وفيها القصصص التالية:
  1. أبو زريق وجيم بيكر، لمؤلفها مارك توين (Mark Twain: Jim Baker's Blue-Jay Yarn)
  2. الآنسة سنثيا، لمؤلفها رودلف فيشر (Rudolph Fisher: Miss Cynthie)
  3. الثأر، لمؤلفها جي دي موباسان (Guy de Maupassant: Vendetta)
  4. السكران، لمؤلفها فرانك أوكنر (Frank O' Conner: The Drunkard)
  5. العراك، لمؤلفها ستيفن كرين (Stephen Crane: The Fight)
  6. القلب الواشي، لمؤلفها إدغار آلان بو (Edgar Allan Poe: The Tell-Tale Heart)
  7. اللص الأمين، لمؤلفها فيودور دستوفسكي (Fyodor Dostoevsky)
  8. المطاردة، لمؤلفها ريتشارد كونل (Richard Connell)
  9. النهاية، لمؤلفتها كوليت (Colette)
  10. حكاية الفتى كيش، لمؤلفها جاك لندن (Jack London)
  11. رب ضارة نافعة، لمؤلفها أو. هنري (O. Henry)
  12. غرفة مفروشة، لمؤلفها أو. هنري (O. Henry)
  13. شجرة الميلاد والزفاف، لمؤلفها فيودور دستوفسكي (Fyodor Dostoevsky)
  14. [حفظ مكان للعنوان]، لمؤلفها لانجستون هيوز (Langston Hughes)
  15. صاحبة الشقة، لمؤلفها روالد داهل (Roald Dahl)
  16. فندق عائلي، لمؤلفها جيمس جويس (James Joyce)
  17. في العش، لمؤلفها جيمس ثيربر (James Thurber)

### روايات
- 1988: شجرة الليمون الحلو (رواية وطنية فلسطينية)
- 1990: روعة-(رواية أردنية معاصرة)

### قصص قصيرة
- 1988: أتشتري هذا يا سيدي؟ (مجموعة قصص قصيرة)
- 2003: التوأمان (مجموعة قصص قصيرة)
- 2012: أتريد شيئا آخر!؟ (مجموعة قصص قصيرة)

### شعر
- 2005: صدى السنين (مجموعة شعرية)
- 1988: أزهار الخريف (ديوان شعر)

### مسلسلات
- 1990: مذكرات سيارة خاصة (مسلسلة في حلقات)

### معرض الصور

أحاديث تربوية
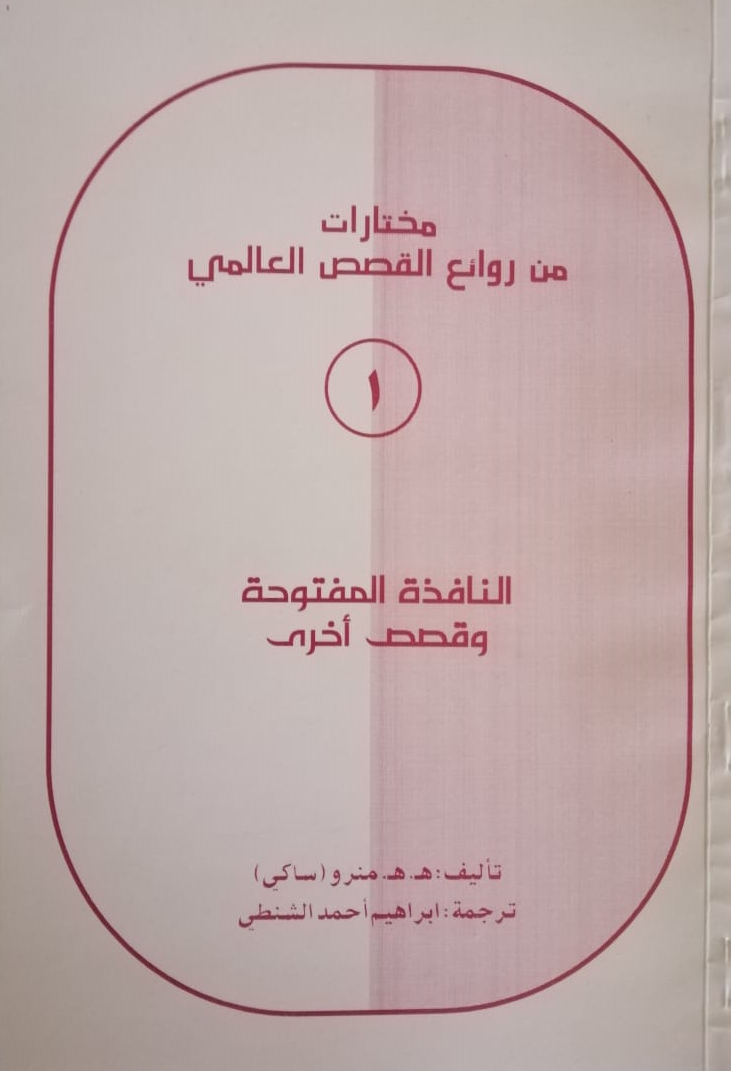
مختارات  1
مختارات 2
مختارات 3
روعة
أتشتري هذا يا سيدي؟
أتريد شيئا آخر!؟
صدى السنين
أزهار الخريف
مذكرات سيارة خاصة

## روابط خارجية
- مؤسسة عبد العزيز سعود البابطين الثقافية
- معجم البابطين (في اليوتيوب)
- قلقيلية تايمز